# Малый Томбаш
Малый Томбаш — река в России, протекает по Вилегодскому району Архангельской области. Устье реки находится в 4 км по левому берегу реки Томбаш. Длина реки составляет 11 км. Сливаясь с рекой Большой Томбаш образует Томбаш.

## Данные водного реестра
По данным государственного водного реестра России относится к Двинско-Печорскому бассейновому округу, водохозяйственный участок реки — Вычегда от города Сыктывкар и до устья, речной подбассейн реки — Вычегда. Речной бассейн реки — Северная Двина.
Код объекта в государственном водном реестре — 03020200212103000024358.